# Шведское национальное космическое агентство
Шведское национальное космическое агентство (англ. Swedish National Space Agency, SNSA; швед. Rymdstyrelsen) — государственное ведомство Швеции, подведомственное Министерству образования и науки. Агентство играет ключевую роль в реализации шведской космической программы, которая преимущественно осуществляется в рамках международного сотрудничества и включает как национальные спутниковые миссии, так и совместные проекты с другими странами. Кроме того, агентство распределяет государственные гранты на научные исследования и разработки, инициирует проекты в области космоса и дистанционного зондирования Земли, а также выступает контактной организацией Швеции в международных кооперационных инициативах.
По данным годового отчёта за 2024 год, бюджет агентства составил около 1,23 миллиарда шведских крон, а штат сотрудников насчитывал 34 человека. В 2018 году агентство изменило своё английское наименование с Swedish National Space Board на Swedish National Space Agency.

## История

### Предпосылки
Космическая деятельность Швеции началась за несколько десятилетий до создания Шведского национального космического агентства. Одной из важнейших вех стало основание Геофизической обсерватории в Кируне (Kiruna Geophysical Observatory, KGO) в июле 1957 года, которому предшествовали более десяти лет обращений и переговоров со стороны шведского научного сообщества. Ещё до основания обсерватории было признано, что географическое положение Швеции делает её особенно благоприятной для ряда космических исследований, в частности наблюдений за атмосферными явлениями, такими как северное сияние, благодаря относительно мягкому климату при близости к Полярному кругу. Обсерватория в Кируне привлекла множество международных учёных и стала важным шагом к дальнейшему сотрудничеству в области космических исследований.
В 1959 году был создан Шведский комитет по космическим исследованиям (Swedish Space Research Committee, SSRC), перед которым ставились три основные задачи: разработка национальной космической программы, обеспечение участия Швеции в международных проектах и организация возможного полигона для запуска зондирующих ракет. Почти сразу после основания комитет начал переговоры о вступлении в недавно созданную Европейскую организацию по космическим исследованиям (European Space Research Organisation, ESRO) в соответствии со своей второй задачей. Однако реализация этих намерений оказалась затруднена из-за отсутствия у комитета исполнительных полномочий, а также в силу проводимой шведским правительством политики строгого нейтралитета, хотя идея ограниченного европейского сотрудничества была политически приемлемой. В итоге Швеция подписала Конвенцию ESRO в июне 1962 года, но отказалась от вступления в Европейскую организацию по разработке ракет-носителей (ELDO); эти решения были обусловлены не только научными, но и политическими и промышленными соображениями.
В августе 1961 года на полигоне Видсель (Vidsel Test Range) начались запуски зондирующих ракет. Эта инициатива воспользовалась предложением США осуществлять бесплатные запуски европейских научных спутников, хотя проект в итоге потребовал финансирования как со стороны Шведского комитета по космическим исследованиям, так и со стороны Шведского института оборонных исследований (FOA). В последующие годы и десятилетия с полигона Видсель было осуществлено множество таких запусков. Также Европейская организация по космическим исследованиям (ESRO) основала научный полигон Эсрейндж (Esrange), где в ноябре 1966 года был произведён первый запуск ракеты. Этот шаг вызвал обеспокоенность со стороны Советского Союза из-за возможного военного назначения объекта, что побудило Швецию настаивать на полной прозрачности своей космической деятельности.

### Образование
К середине 1960-х годов космическая деятельность Швеции осуществлялась различными учреждениями и организациями, что вызывало нарастающее беспокойство и призывы к её реорганизации. Такая реорганизация впоследствии состоялась, хотя и без особой срочности. В начале 1970-х годов Швеция возобновила национальную программу запусков зондирующих ракет, чему способствовало значительное снижение их стоимости по сравнению с предыдущим десятилетием, а также финансирование со стороны Шведского института оборонных исследований (FOA). Рассматривалась и возможность передачи Швеции полномочий по управлению полигоном Эсрейндж от ESRO, однако на реализацию таких планов не хватало средств.
Комитет пришёл к выводу о необходимости создания централизованного органа для координации космической деятельности Швеции, хотя между участниками сохранялись разногласия по поводу содержания будущей программы. Стремление к автономии воспринималось положительно, однако одновременно существовала значительная поддержка инициатив Европейской организации по разработке ракет-носителей (ELDO). В результате реорганизации ESRO в Европейское космическое агентство (ESA) было принято решение о создании центрального шведского органа — Шведского национального космического совета (Swedish National Space Board), которому передавались полномочия по формированию политики и планированию в сфере космической деятельности. Эта деятельность делилась на два направления: космические исследования и практические приложения. Создание совета и передача Швеции управления полигоном Эсрейндж состоялись в июле 1972 года.
Шведский национальный космический совет выполнял административные функции, тогда как операционная деятельность осуществлялась Шведской космической корпорацией (Swedish Space Corporation) — государственной организацией, отвечавшей за системную реализацию проектов и передававшей отдельные задачи промышленным подрядчикам. В первые годы работы Совет сосредоточился на трёх направлениях: исследования, прикладные разработки и дистанционное зондирование Земли. На практике направления «исследования» и «приложения» во многом перекрывались. Уже через несколько лет деятельность Совета была реорганизована с учётом национальных приоритетов. Основное внимание стало уделяться переговорам с международными организациями, прежде всего с Европейским космическим агентством (ESA), по вопросам участия Швеции в различных проектах и выделения финансирования на соответствующие инициативы.

### Деятельность
Важной вехой в развитии шведской космической программы стал запуск первого национального спутника — Viking. Работы над проектом начались в январе 1978 года и получили значительный импульс благодаря увеличению государственного финансирования космической отрасли в начале 1980-х годов. Первоначально предполагалось реализовать проект в сотрудничестве с Советским Союзом, но от планов запуска на советской ракете отказались в пользу Ariane 1 Европейского космического агентства — решение было принято в сентябре 1979 года. Платформа спутника, разработанная компанией Boeing, была передана фирме Saab в декабре 1982 года для окончательной сборки. 22 февраля 1986 года Viking был успешно выведен на орбиту с космодрома Куру (Французская Гвиана), откуда его запуск осуществляло ESA. В течение нескольких лет спутник проводил исследования плазменных процессов в магнитосфере и ионосфере Земли, после чего был выведен из эксплуатации.
Ещё одним ярким событием в истории шведской космической программы стал полёт в космос первого шведского астронавта — Кристера Фуглесанга (Christer Fuglesang) в декабре 2006 года. Этот полёт стал возможен благодаря сотрудничеству с рядом международных организаций. Фуглесанг был отобран Европейским космическим агентством (ESA) в 1992 году для участия в миссии и прошёл подготовку в России и США перед полётом на космическом шаттле. Его работа на борту Международной космической станции (МКС) вызвала большой интерес в шведских СМИ и привлекла внимание широкой общественности к другим аспектам национальной космической деятельности.
В феврале 2013 года Национальное аудиторское управление Швеции опубликовало отчёт о состоянии национальной космической программы. В числе основных выводов в нём отмечалось, что «шведские инвестиции в космос распределены между множеством организаций, которые действуют изолированно, без реального взаимодействия и общей цели». К тому времени ежегодные расходы Швеции на космические инициативы составляли около 1 миллиарда шведских крон (примерно 158 миллионов долларов США). В отчёте содержался призыв к усилению государственного контроля за участием Швеции в программах Европейского космического агентства (ESA), а также к пересмотру задач и деятельности Шведской космической корпорации.

## Спутниковые миссии
- Viking (1986–1987) — исследование плазменных процессов в магнитосфере и ионосфере Земли.
- Freja[англ.] (1992–1996) — вторая миссия в области космической физики.
- Astrid 1[англ.] (1995) — микроспутник для исследований по космической физике.
- Astrid 2[англ.] (1998–1999) — второй микроспутник для космической физики.
- Odin (с 2001 года по настоящее время) — шведско-канадско-финско-французский спутник для астрономии и изучения химии атмосферы.
- Prisma[англ.] (с 2010 года по настоящее время) — технологическая миссия по тестированию управления полётом спутниковой группировки.
- MATS (2019) — исследование атмосферных волн[24].

## Генеральные директора
| Годы                 | Имя            |
| -------------------- | -------------- |
| 1972−1979            | Ханс Хоканссон |
| 1979−1989            | Ян Стирнштедт  |
| 1989−1998            | Керстин Фредга |
| 1998−2009            | Пер Тегнер     |
| 2009−2018            | Олле Норберг   |
| 2018–2024            | Анна Ратсман   |
| 2024–настоящее время | Элла Карлссон  |

## Внешние ссылки
- rymdstyrelsen.se/en/ — официальный сайт Шведского национального космического агентства